# Optatam Totius
Optatam Totius è un decreto del Concilio Vaticano II sulla formazione sacerdotale.

Venne approvato con 2318 voti favorevoli e 3 contrari dai vescovi riuniti in Concilio fu promulgato dal papa Paolo VI il 28 ottobre 1965.
Il titolo Optatam Totius (Ecclesiae renovationem) significa dal latino: il desiderato (rinnovamento) di tutta (la Chiesa) e deriva dalle prime parole del decreto stesso.
Il decreto Optatam Totius parla della formazione dei presbiteri all'interno della Chiesa cattolica.

## Contenuto
- Proemio
- I - Regolamento di formazione sacerdotale da farsi in ogni nazione
- II - Necessità di favorire più vigorosamente le vocazioni sacerdotali
- III - Ordinamento dei seminari maggiori
- IV - Approfondimento della formazione spirituale
- V - Revisione degli studi ecclesiastici
- VI - Norme per la formazione propriamente pastorale
- VII - Perfezionamento della formazione dopo il periodo degli studi
- Conclusione